# Annemie Turtelboom

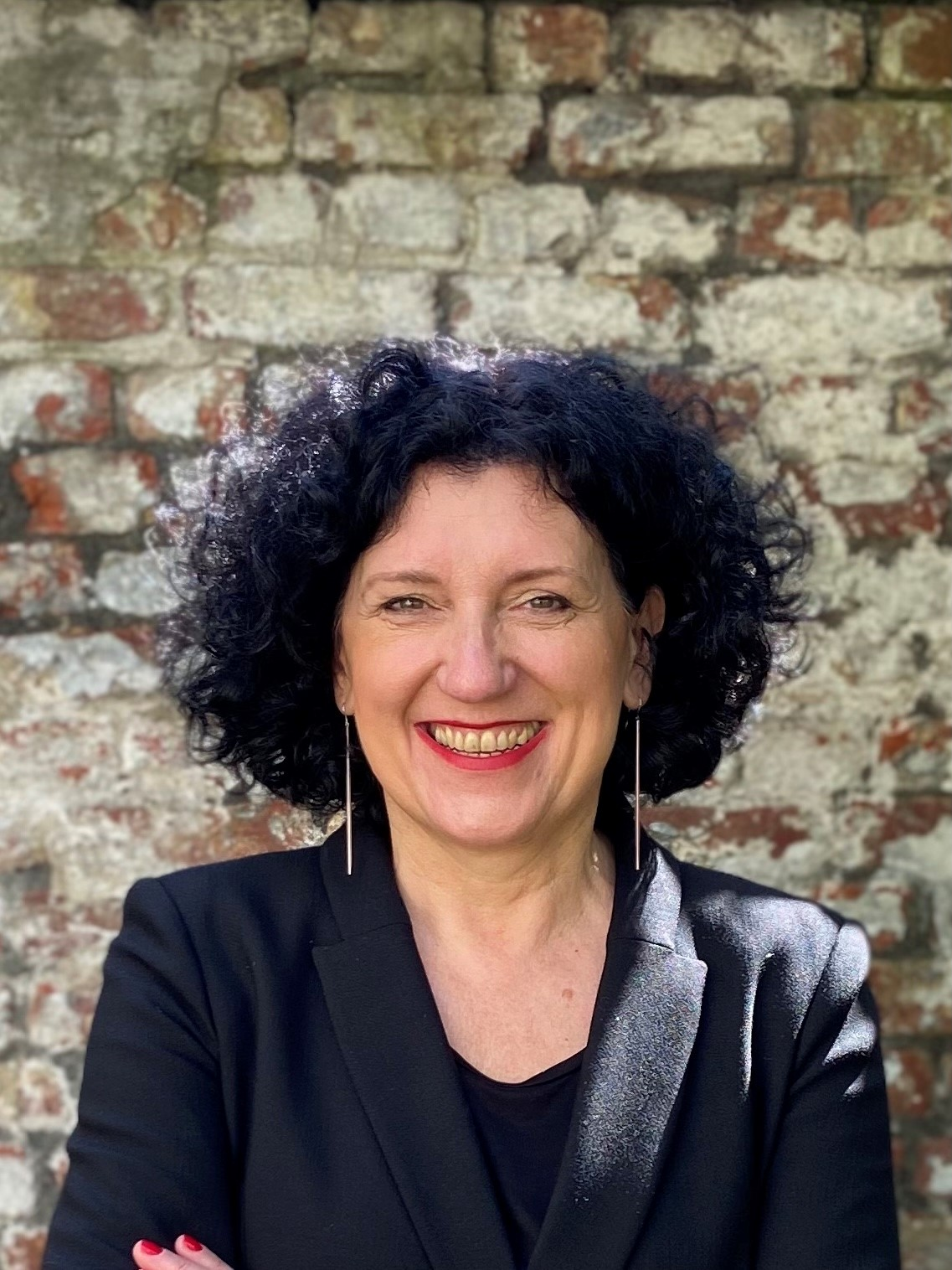
Annemie Turtelboom (2022)

Annemie Turtelboom (* 22. November 1967 in Ninove) ist Mitglied des Europäischen Rechnungshofes. Sie  ist eine ehemalige belgische Politikerin der Open Vlaamse Liberalen en Democraten (Open VLD). Auf föderaler Ebene war sie zunächst Ministerin für Migration und Asylpolitik, Innenministerin und anschließend von 2011 bis 2014 Justizministerin. Von 2014 bis zu ihrem Rücktritt am 29. April 2016 war sie Vize-Ministerpräsidentin der Flämischen Regierung und Ministerin für Finanzen, Haushalt und Energie. Auf lokaler Ebene ist sie Mitglied des Gemeinderats in Antwerpen.

## Leben
Turtelboom ist in Zandberdgen bei Geraardsbergen aufgewachsen. Sie studierte Wirtschaftswissenschaften zuerst in Brüssel, dann an der Katholieke Universiteit Leuven (K.U.Leuven) in Löwen. Bis im Jahre 2003 war sie verantwortlich für die Ausbildung in Marketing an der Katholieke Hogeschool Leuven.
Von 2003 bis 2007 vertrat sie die Partei Open VLD im Föderalen Parlament, wo sie sich für Soziales, Arbeit und Pensionen interessierte. Bei der Bildung der Regierung Leterme I und anschließend Van Rompuy wurde sie zur Ministerin für Migration und Asylpolitik ernannt. Dort hatte sie hart mit der Problematik der „Sans papiers“ zu kämpfen und wurde wegen ihrer rigiden Haltung von ihrer damaligen Kabinettskollegin und Ministerin für soziale Integration Marie Arena (PS) scharf kritisiert.
Bei der Umbesetzung der Regierung Van Rompuy am 17. Juli 2009 übernahm Turtelboom das Amt des Innenministers von ihrem Parteikollegen Guido De Padt. Somit war sie die erste Frau, die dieses Amt in Belgien bekleidete. In der darauf folgenden Regierung unter Premierminister Elio Di Rupo (PS) erhielt Annemie Turtelboom das Amt der föderalen Justizministerin.
Nach den Föderal- und Regionalwahlen vom 25. Mai 2014 wechselte Turtelboom in die Flämische Regierung unter Ministerpräsident Geert Bourgeois (N-VA) und übernahm als Vize-Ministerpräsidentin die Ressorts Finanzen, Haushalt und Energie. Als Energieministerin führte sie auf den Strompreis eine zusätzliche Abgabe ein, die in Flandern gemeinhin als „Turteltaks“ (zu deutsch: Turtel(boom)-Steuer) genannt wurde. Die Abgabe war, so Turtelboom, aufgrund einer Überbezuschussung von Photovoltaikanlagen durch die Vorgängerregierungen notwendig gewesen. Als Reaktion auf die andauernde Kritik dieser Maßnahme trat Annemie Turtelboom am 29. April 2016 schließlich von ihrem Amt zurück. Ihr Nachfolger in der Flämischen Regierung wurde Bart Tommelein (Open VLD).
Annemie Turtelboom lebte zunächst in Puurs, wo sie auch von 1994 bis 2012 Mitglied des Gemeinderates war. Anlässlich der Kommunalwahlen von 2012 stellte sie sich in Antwerpen zur Wahl, wo sie ebenfalls in den Gemeinderat gewählt wurde.
Turtelboom ist verheiratet und hat zwei Kinder.

## Übersicht der politischen Ämter
- 1994–2012: Mitglied des Gemeinderats in Puurs
- 2003 – heute: Mitglied der föderalen Abgeordnetenkammer (teilweise verhindert)
- 2008–2009: Föderale Ministerin für Migration und Asylangelegenheiten in den Regierungen Leterme I und Van Rompuy
- 2009–2011: Föderale Ministerin für innere Angelegenheiten in den Regierungen Van Rompuy (nach Umbildung) und Leterme II
- 2011–2014: Föderale Ministerin für Justiz in der Regierung Di Rupo
- 2012 – heute: Mitglied des Gemeinderats in Antwerpen
- 2014–2016: Vize-Ministerpräsidentin der Flämischen Regierung, Ministerin für Finanzen, Haushalt und Energie